# 酒井健三
酒井 健三（さかい けんぞう、1931年6月16日 - ）は日本の大蔵官僚。理財局次長（理財担当）、国税庁次長、国際金融局長、商工組合中央金庫副理事長、ニコス生命保険取締役会長などを歴任。

## 来歴
富山県出身。第四高等学校、東京大学法学部第1類（私法コース）卒業。東大法学部第1類在学中の1952年10月 国家公務員6級職試験を合格。1953年 大蔵省入省。大臣官房秘書課配属。1968年6月 大蔵大臣秘書官（事務担当）。1969年8月 大臣官房文書課長補佐（総括・審査）。1977年6月 国際金融局総務課長。1978年6月17日 福岡国税局長。1979年7月10日 大臣官房審議官（理財局担当）。1981年6月26日 理財局次長（理財担当）。1982年6月1日 国税庁次長。1983年6月7日 国際金融局長。1984年6月27日 退官。同年7月 日本輸出入銀行理事。1987年8月10日 商工組合中央金庫副理事長（〜1992年7月10日）。1992年7月 ニコス生命保険取締役会長。2000年10月 クレディ・スイス信託銀行取締役。

## 略歴
- 1953年4月：大蔵省入省。大臣官房秘書課配属。
- 1955年7月：東海財務局管財部総括課。
- 1956年8月：東海財務局理財部融資課。
- 1957年10月：東京国税局直税部所得税課。
- 1958年11月：銀行局金融制度調査官付企画係長[4]。
- 1960年1月：外務研修。
- 1960年6月：外務省在ニューヨーク日本総領事館副領事。
- 1964年4月：大臣官房付。
- 1964年5月：為替局企画課長補佐。
- 1964年6月18日：国際金融局企画課長補佐。
- 1966年8月：経済企画庁長官官房企画課長補佐。
- 1968年6月：大蔵大臣秘書官（事務担当）。
- 1969年8月：大臣官房文書課長補佐（総括・審査）[3]。
- 1970年7月：大阪国税局調査部長。
- 1972年7月：国際金融局投資第二課長。
- 1974年7月：国際金融局短期資金課長。
- 1976年6月：国際金融局調査課長。
- 1977年6月：国際金融局総務課長。
- 1978年6月17日：福岡国税局長。
- 1979年7月10日：大臣官房審議官（理財局担当）。
- 1981年6月26日：理財局次長（理財担当）。
- 1982年6月1日：国税庁次長。
- 1983年6月7日：国際金融局長。
- 1984年6月27日：退官。